# Zoco

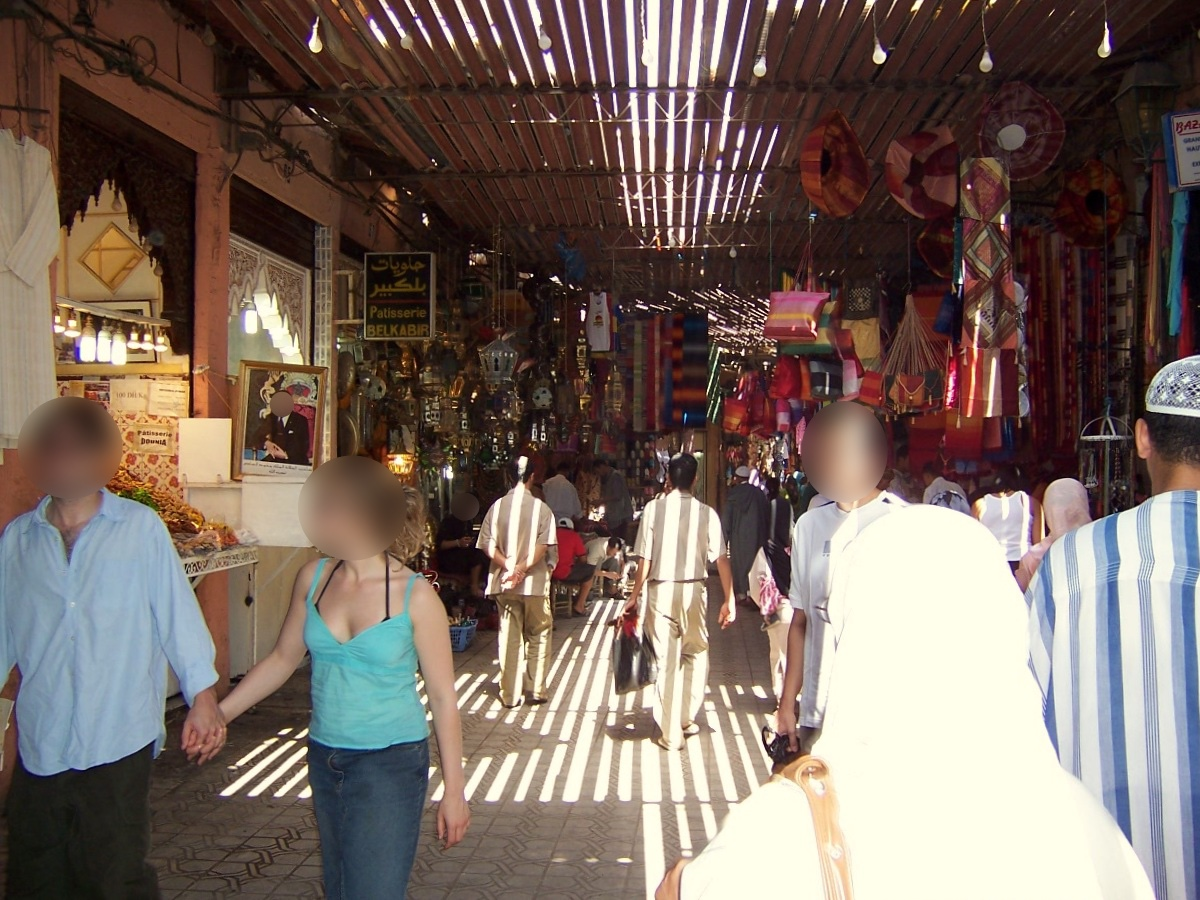
Zoco en Marrakech, Marruecos.

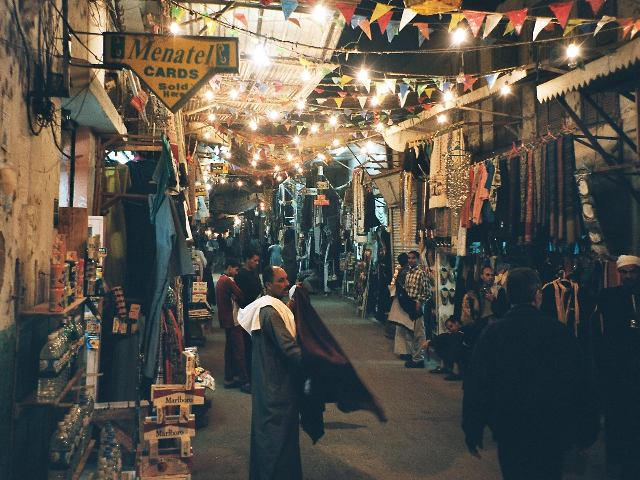
Zoco de Esna, Egipto

Un zoco (del árabe سوق sūq) es la denominación que se da en castellano a los mercadillos tradicionales de los países árabes, especialmente los que se celebran al aire libre y que, con frecuencia, tienen lugar en un determinado día de la semana o en una determinada época del año, aunque la palabra se puede hacer extensiva a todo tipo de mercado tradicional. El significado de la palabra «zoco» en castellano es restringido respecto del término original árabe «suq», que significa ‘mercado’. 
El zoco generalmente se ubica en una plaza en el centro de la ciudad, ya que en torno a él giran muchas otras actividades y, como es un lugar muy concurrido para todo tipo de compraventa de artículos variados, también surgen a la par actividades secundarias de servicios para quienes lo visitan, como lo son el transporte, peluquería, guarderías, etc.
En algunos lugares su actividad puede ser semanal o diaria, dependiendo de la población y los puestos con los que cuente. Muchas poblaciones reciben su nombre del mercado estacional que en ellas se celebra; por ejemplo, la marroquí Suq al-Arbaa («mercado del miércoles») o la española Zocodover (de سوق الدواب suq al-dawabb, «mercado de las bestias de carga»). Asimismo, la calle Azoque de Zaragoza recibe su nombre por estar allí localizado en otra época el zoco de la ciudad. En al-Ándalus, y más tarde en los reinos cristianos hispanos, se estableció un sistema de administración del mercado, a cuyo frente estaba un funcionario llamado zabazoque, del que dependían los restantes, entre ellos los almotacenes.
Los zocos, tradicionalmente, no han sido solo lugares de compra y venta, sino espacios centrales de la vida social. Por esta razón aparecen profusamente en toda la literatura tradicional como escenario donde se desarrollan las tramas o parte de ellas. En Las mil y una noches, por citar solo un ejemplo, tenemos la historia de Grano de belleza, en donde el padre del protagonista, Chamseddin, es síndico del zoco de El Cairo.